# Rhinolophus sinicus
Il ferro di cavallo cinese (Rhinolophus sinicus K. Andersen, 1905) è un pipistrello della famiglia dei Rinolofidi diffuso nel Subcontinente indiano e nell'Ecozona orientale. Si ritiene che il pipistrello ferro
di cavallo cinese sia la fonte del virus SARS-CoV-2 che, prima di arrivare all’uomo, è passato da un’altra specie.

## Descrizione

### Dimensioni
Pipistrello di medie dimensioni, con la lunghezza della testa e del corpo tra 43 e 53 mm, la lunghezza dell'avambraccio tra 43 e 56 mm, la lunghezza della coda tra 21 e 30 mm, la lunghezza del piede tra 7 e 10 mm, la lunghezza delle orecchie tra 15 e 20 mm.

### Aspetto
Le parti dorsali sono marroni con dei riflessi rossastri, mentre le parti ventrali sono leggermente più chiare Le orecchie sono piccole. La foglia nasale presenta una lancetta astata, un processo connettivo il profilo arrotondato, una sella con i bordi paralleli e l'estremità arrotondata. La porzione anteriore è larga ma non copre completamente il muso ed ha una foglietta supplementare sotto di essa. Il labbro inferiore ha tre solchi longitudinali. La coda è lunga ed inclusa completamente nell'ampio uropatagio. Il cariotipo è 2n=36 FNa=60.

### Ecolocazione
Emette ultrasuoni ad alto ciclo di lavoro sotto forma di impulsi di lunga durata a frequenza costante di 80-88,2 kHz.

## Biologia

### Comportamento
Si rifugia singolarmente o in colonie all'interno di grotte, gallerie abbandonate, templi, case, pozzi e cavità degli alberi spesso insieme ad altre specie di pipistrelli. Entra in ibernazione durante i mesi più freddi, particolarmente nella parte più meridionale del proprio areale.

### Alimentazione
Si nutre di insetti non volanti e di ragni catturati vicino al suolo o sopra la vegetazione.

### Riproduzione
Una femmina gravida è stata catturata in Vietnam nell'aprile 2014.

## Distribuzione e habitat
Questa specie è diffusa nel Subcontinente indiano, in Cina e in Indocina.
Vive nelle foreste montane a precipitazione elevate, foreste secondarie e fattorie tra 500 e 2.769 metri di altitudine.

## Tassonomia
Sono state riconosciute 2 sottospecie:
- R.s.sinicus: Stati indiani dell'Arunachal Pradesh, Himachal Pradesh, Meghalaya, Nagaland, Sikkim, Uttaranchal, West Bengal, Nepal centrale e orientale, Myanmar e Vietnam settentrionali, province cinesi dell'Anhui, Zhejiang, Jiangsu, Hubei, Guangdong, Guizhou, Xizang, Fujian e Sichuan;
- R.s.septentrionalis (Sanborn, 1939): Provincia cinese dello Yunnan.

## Conservazione
La IUCN Red List, considerato il vasto areale e la popolazione presumibilmente numerosa, classifica R.sinicus come specie a rischio minimo (Least Concern)).